# Squaloliparis
Squaloliparis is een monotypisch geslacht van straalvinnige vissen uit de familie van slakdolven (Liparidae).

## Soorten
Het geslacht telt slechts 1 soort:
- Squaloliparis dentatus (Kido, 1988)